# Lockheed C-5
Die Lockheed C-5 Galaxy ist ein militärisches Großraumtransportflugzeug, das Anfang der 1960er-Jahre für die US Air Force entwickelt wurde und dort bis heute im Einsatz ist. Bis zur Fertigstellung der sowjetischen Antonow An-124 Ruslan war es das größte Flugzeug der Welt. Von den 131 produzierten Exemplaren waren Ende 2012 noch 73 Exemplare bei der US Air Force im Einsatz.

## Geschichte

### Entwicklung

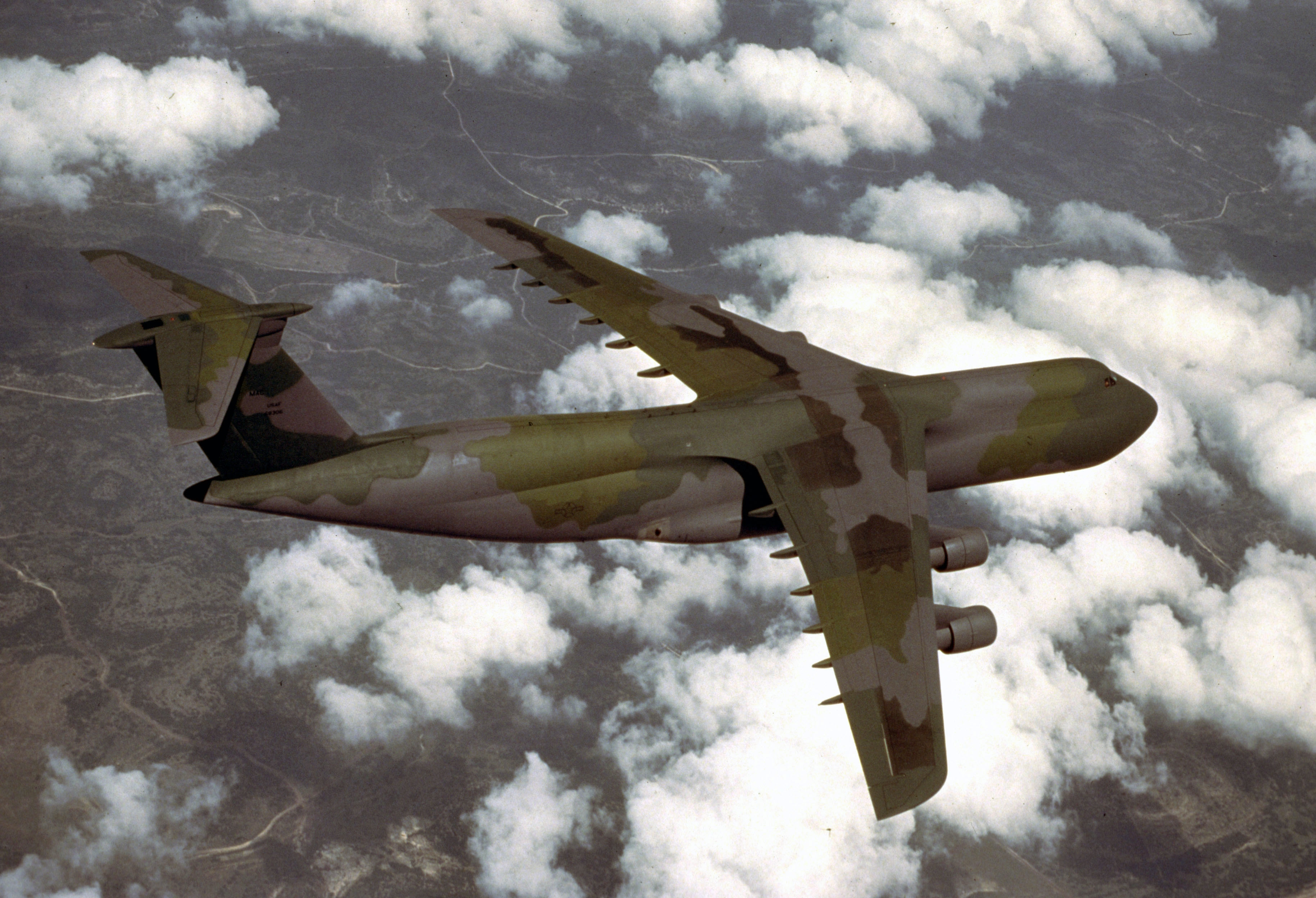
C-5A im Tarnschema European I, frühe 1980er Jahre

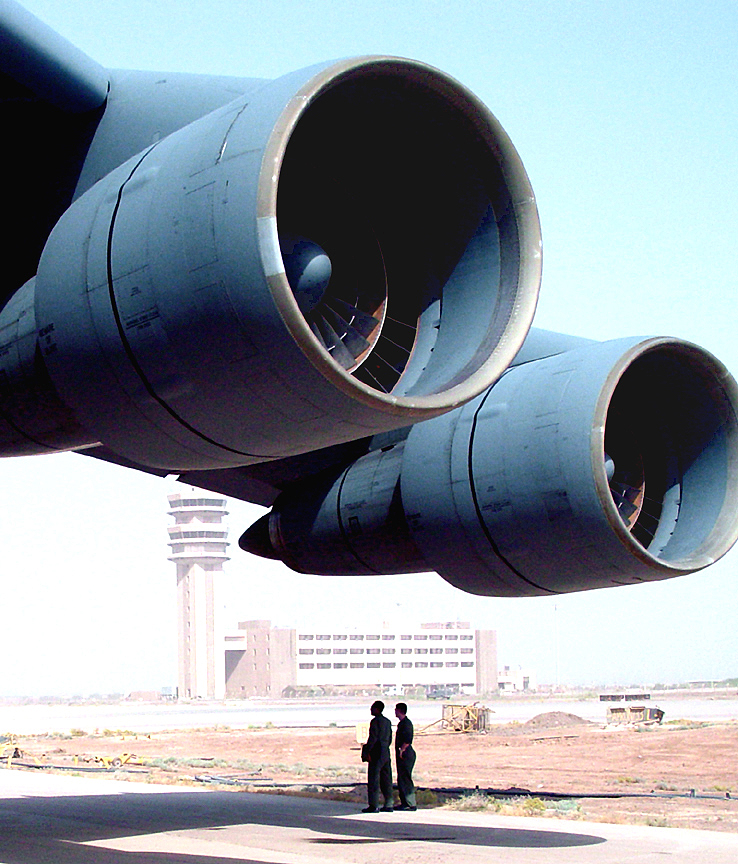
Zwei TF39-Triebwerke einer Galaxy

Anfang der 1960er-Jahre gab die Luftwaffe der USA Designstudien für ein neuartiges strategisches Langstrecken-Transportflugzeug in Auftrag. Ziel war es, die betagten Douglas C-133 Cargomaster zu ersetzen und die vorhandenen, aber zu kleinen Lockheed C-141 Starlifter zu ergänzen. Geplant war die Beschaffung von bis zu 200 Maschinen. Die technischen Anforderungen des mittlerweile Cargo Experimental-Heavy Logistics System (CX-HLS) genannten Projektes waren von Anfang an sehr hoch:
- eine mit über 100 Tonnen mehr als doppelt so hohe maximale Zuladung wie bei der C-141
- interkontinentale Reichweite
- ein großer, für kurze Umschlagzeiten von beiden Rumpfenden zugänglicher Frachtraum
- Start vollbeladen von 8.000 Fuß (2.438 m) Startbahnlänge; Landung auf 4.000 Fuß (1.219 m) halbbefestigter Piste

Die Flugzeughersteller Boeing, Douglas, General Dynamics, Lockheed sowie Martin Marietta reichten Entwürfe für das Flugzeug ein sowie General Electric, Curtiss-Wright und Pratt & Whitney für die Triebwerke. Nach einer Vorauswahl durften Boeing, Douglas und Lockheed ihre Entwurfstudien für das Flugzeug weiter betreiben und General Electric sowie Pratt & Whitney für die Triebwerke.

### Auftragsvergabe
Im August 1965 erhielt zunächst General Electric den Zuschlag für die Entwicklung der Triebwerke. Bei einem geschätzten Gesamtgewicht von 350 t und geplanten vier Motoren musste jedes Triebwerk den für damalige Verhältnisse enormen Schub von etwa 180 kN entwickeln können.
Im Oktober 1965 bekam schließlich Lockheed – die gerade erst die C-141 gebaut hatten – den Produktionsauftrag über 115 Maschinen des firmenintern L-500 und von der Air Force C-5A Galaxy genannten Flugzeugs. Obwohl Boeings Entwurf aus technischen Gründen von der Bewertungskommission favorisiert wurde, entschied sich das Verteidigungsministerium unter Robert McNamara für Lockheed – deren Angebot war das kostengünstigste. Die endgültigen Entwürfe von Boeing und Douglas hatten anders als der Entwurf der L-500 ein konventionelles Heckleitwerk und unterschieden sich auch durch zur Seite öffnende Bugtore vom siegreichen Lockheed-Entwurf, der ein nach oben öffnendes Bugtor hatte.
Einer der Entwürfe von Boeing hatte auch ein verkürztes Oberdeck, wodurch das Flugzeug mit einem Buckel versehen war. Die Idee des Buckels floss kurze Zeit später in die Planungen der Boeing 747 ein.

### Produktion

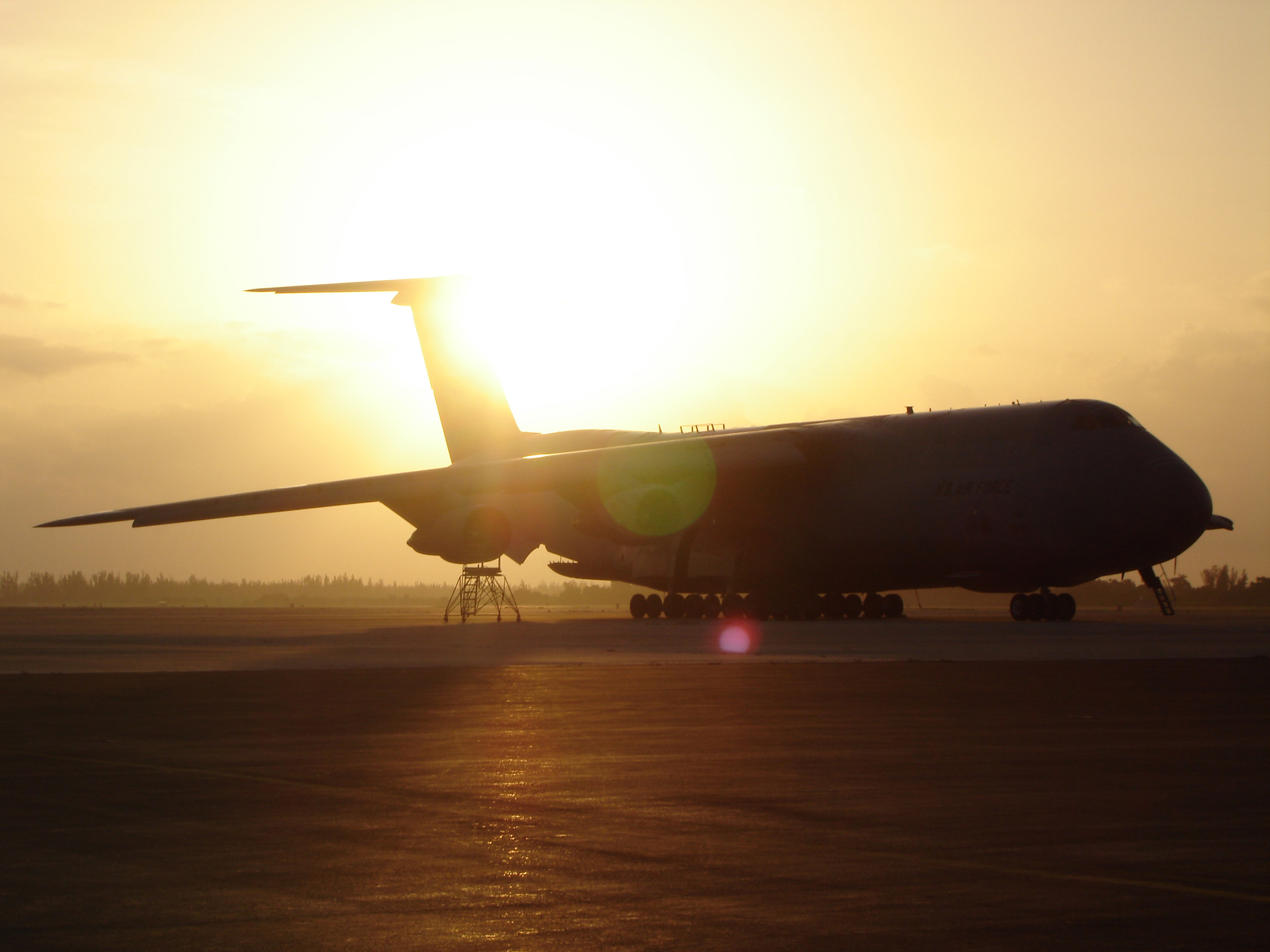
Eine C-5 Galaxy auf der Hickam AFB, Hawaii

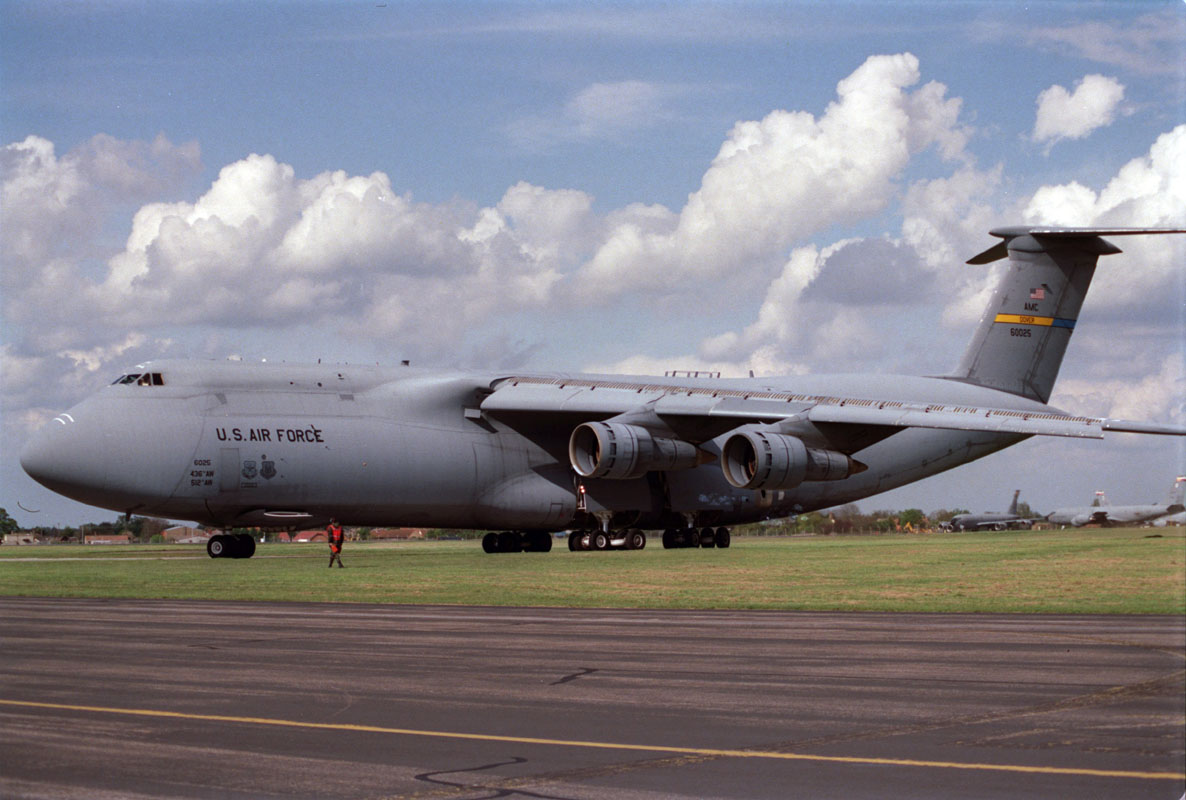
Eine in den 1980er-Jahren produzierte C-5B

Der Erstflug fand am 30. Juni 1968 auf der Dobbins Air Force Base in Georgia statt. Ausgeliefert wurde die erste C-5A im Dezember 1969, vom Military Airlift Command (MAC) einsatzbereit gemeldet wurde sie im September 1970.
Zu dieser Zeit war die Galaxy das größte Flugzeug der Welt, erst im Dezember 1982 wurde sie von ihrem sowjetischen Gegenstück Antonow An-124 Ruslan überholt. Diese ist zwar 6 m kürzer als die C-5, hat aber eine größere Spannweite, eine höhere Ladekapazität und ein höheres Startgewicht. Von 1988 und bis zu ihrer weitgehenden Zerstörung 2022 galt die Antonow An-225 als größtes Flugzeug der Welt.
Am 13. September 2009 stellte eine C-5M 41 Weltrekorde (bei der FAI eingereicht) in der Klasse C-1.S in einem Flug auf; z. B. 80 t Zuladung in 24 min auf 12 km Höhe.
Von Beginn an gab es Probleme mit den Kosten und mit der Technik des Projektes. Die amerikanische Presse hielt den Bedarf an einem derartigen Flugzeug für künstlich herbeigeredet, um der Luftfahrtindustrie steuerfinanzierte Milliardenaufträge zu verschaffen, wovon wiederum die Politiker und Militärs profitieren würden. Das Ganze entwickelte sich zum ersten großen Beschaffungsskandal der US-Rüstungsindustrie.
Die Umsetzung der allzu ehrgeizigen Anforderungen verursachte so hohe Entwicklungskosten, dass sich der Preis für ein Exemplar der Galaxy immer weiter erhöhte: von den veranschlagten 16,5 auf 60 Millionen US-Dollar. Im November 1969 zog die US Air Force die Notbremse und reduzierte den Auftrag von 115 auf 81 Maschinen.
Schließlich zeigte sich bei Tests und in den ersten Einsätzen bald, dass die C-5 die an sie gestellten Anforderungen – insbesondere die Reichweite mit hoher Zuladung – nicht erfüllte. So stellte sich heraus, dass Teile der Tragflächenstruktur zu schwach ausgelegt worden waren und eine Verstärkung der Tragflächen rund 2 Milliarden US-Dollar kosten würde. Die Folge waren teilweise drastische Flugbeschränkungen für Zuladung (keine 100 t möglich) bzw. Reichweite und daraus resultierend ein langwieriges und kostspieliges Umbauprogramm, das in der Neukonstruktion und dem Austausch der Tragflächen aller rund 80 C-5A bis 1987 gipfelte.
Anfang der 1980er-Jahre beschloss die US-amerikanische Regierung im Rahmen des Rüstungsprogramms unter Präsident Ronald Reagan, weitere 50 Exemplare der Baureihe zu beschaffen. Zu dieser Entscheidung hatten auch die positiven Erfahrungen während der Operation Nickel Grass beigetragen. Also nahm Lockheed die Produktion für das verbesserte Modell C-5B wieder auf. Ihr Erstflug fand am 10. September 1985 statt, die Maschinen wurden von Januar 1986 bis April 1989 ausgeliefert.
Lockheed versuchte von Anfang an, neben dem Militär auch andere Abnehmer für ihren Transporter zu gewinnen, blieb damit aber erfolglos. Diese Umstände brachten der Galaxy den Spitznamen FRED ein, was für Fantastic Ridiculous Economic Disaster (zu deutsch etwa: Wahnwitziger lächerlicher wirtschaftlicher Misserfolg) steht.

### Modernisierung

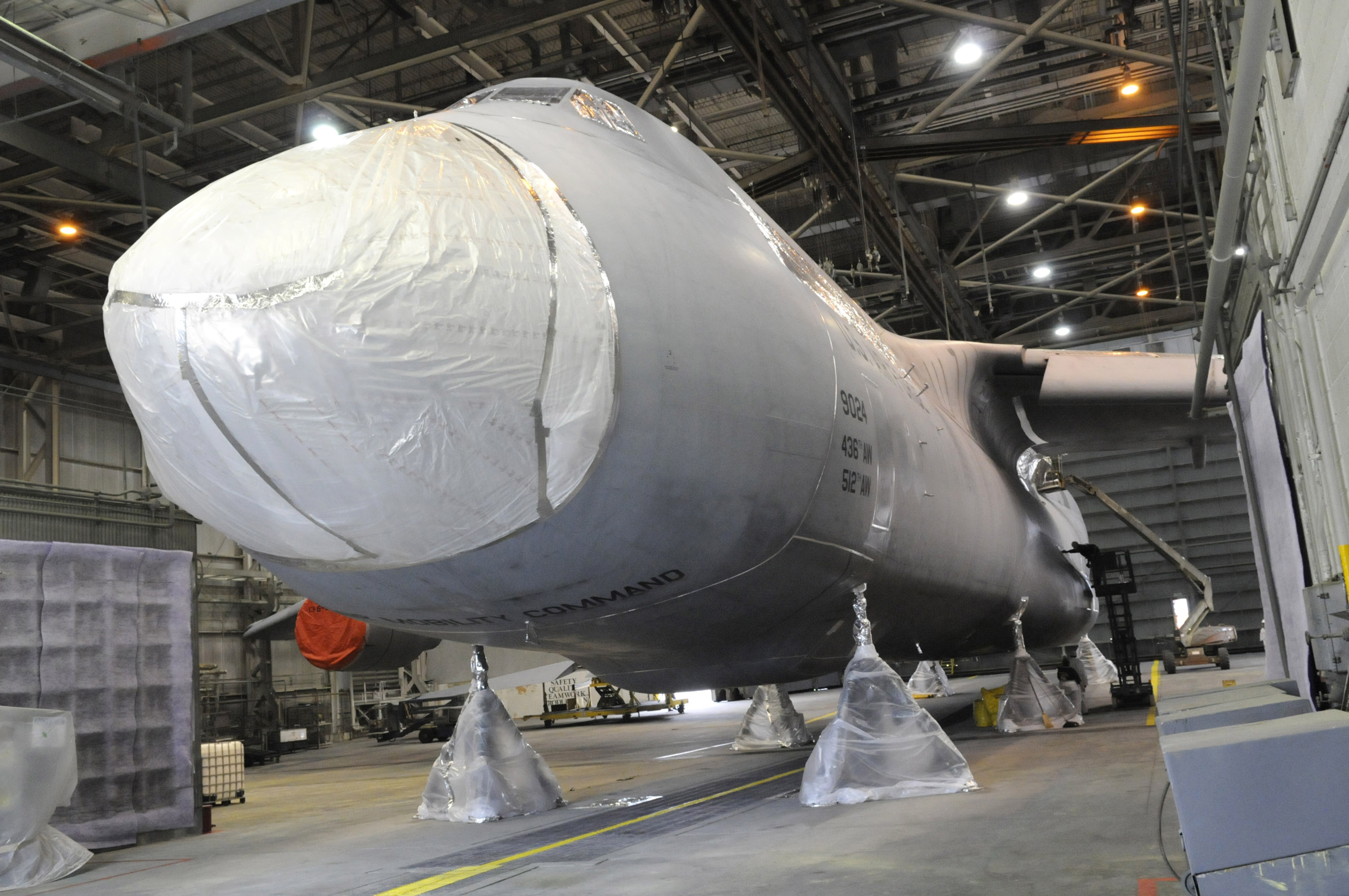
Eine C-5 während der Umbauarbeiten zur Super Galaxy

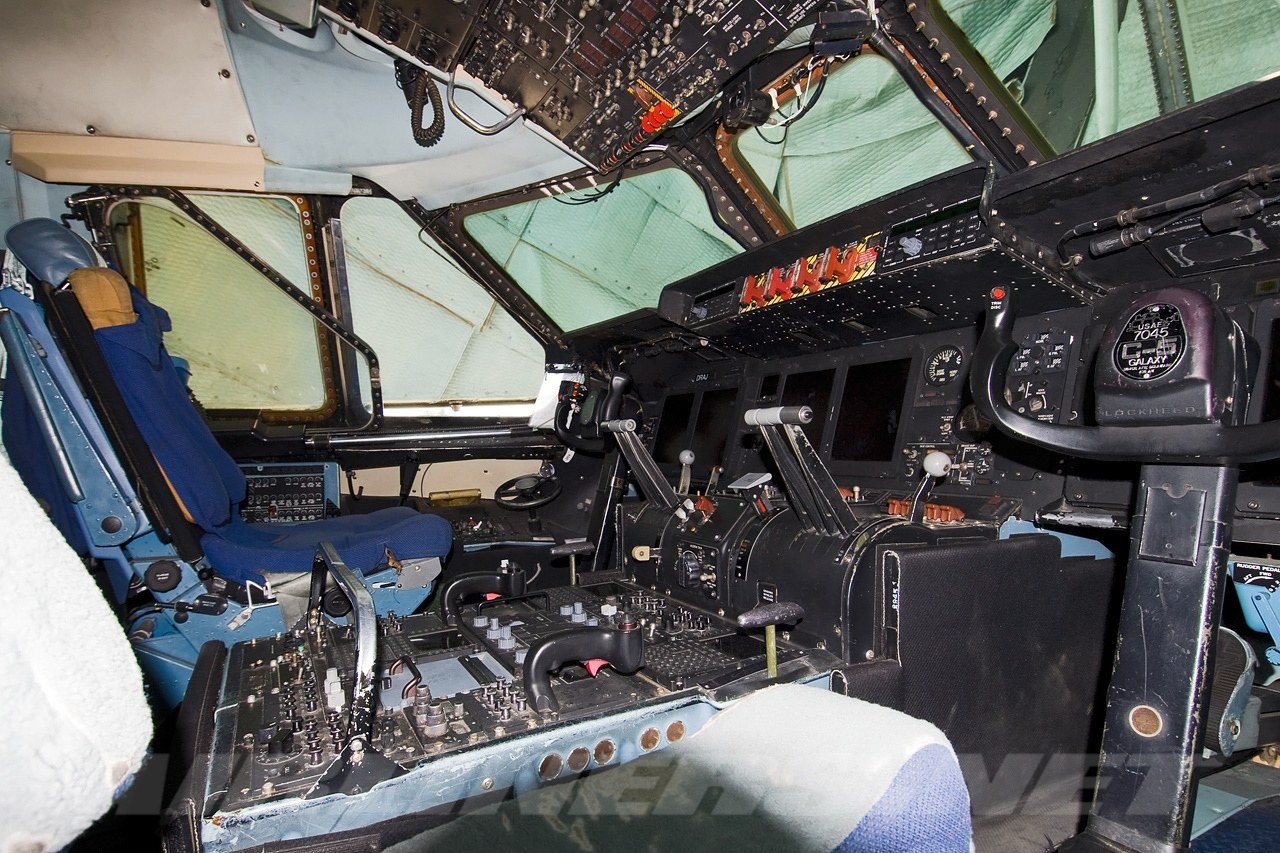
Cockpit einer Lockheed C-5B Galaxy (L-500)

Von 2004 bis 2018 wurden 52 C-5 Galaxys umfangreichen Modernisierungen unterzogen, um ihre Zuverlässigkeit und Lebensdauer zu erhöhen und so eine Dienstzeit bis 2040 zu ermöglichen. Die Modernisierung unterteilte sich dabei in zwei Programme. Zunächst durchliefen die Maschinen das „Avionics Modernization Program“ (C-5 AMP), mit dessen Planung bereits 1998 begonnen worden war. AMP beinhaltete den kompletten Austausch der Avionik, die Installation eines „Global Air Traffic Management Systems“, Verbesserungen bei den Kommunikations- und Navigationssystemen, neue Cockpit-Displays und Sicherheitsausrüstung sowie den Einbau eines neuen Autopiloten.
Nach dem AMP durchliefen die Maschinen das „Reliability Enhancement and Re-engining Program“ (C-5 RERP). Dabei lag der Schwerpunkt beim Austausch der Triebwerke: sie wurden durch den Typ F138-GE-100 mit bis zu 222,41 kN Schub, ersetzt, was einer Schubsteigerung von 22 % entspricht und zu erheblich verbesserten Flugleistungen führt (u. a. konnte die benötigte Startbahn um 30 %, die Dauer zum Erreichen der Reiseflughöhe um 38 % reduziert werden). Beim F138-GE-100 handelt es sich um eine Variante des zivilen General Electric CF6-80C2, das unter anderem auch die Boeing 747-400 antreibt. Des Weiteren führte Lockheed Martin Arbeiten an den Pylonen, Hilfstriebwerken, den Tragflächen, den Landeklappen, dem Cockpit und dem Hydrauliksystem durch. Die derart überarbeiteten Maschinen werden als C-5M Super Galaxy bezeichnet. Am 19. Juni 2006 absolvierte das erste komplett umgebaute Flugzeug seinen Erstflug auf der Dobbins Air Reserve Base, Georgia.
Insgesamt wurden eine C-5A, 49 C-5B und beide C-5C zu C-5M Super Galaxys umgebaut. Ursprünglich sollten auch alle C-5A umgebaut werden, da aber die Kosten von im November 2001 veranschlagten 11,1 Mrd. US-Dollar bis Ende 2007 auf 17,5 Mrd. anstiegen, wurde dieses Vorhaben aufgegeben (mit Ausnahme einer C-5A, die zu diesem Zeitpunkt bereits umgebaut war). Als Ersatz vergrößerte man die Flotte der Boeing C-17 Globemaster III. Die komplette Modernisierung aller restlichen C-5 Galaxys konnte im Sommer 2018 abgeschlossen werden, wobei die Gesamtkosten bei 7,7 Mrd. US-Dollar liegen sollten. Die letzte C-5M Super Galaxy konnte Lockheed am 2. August 2018 ausliefern.

### Einsatz

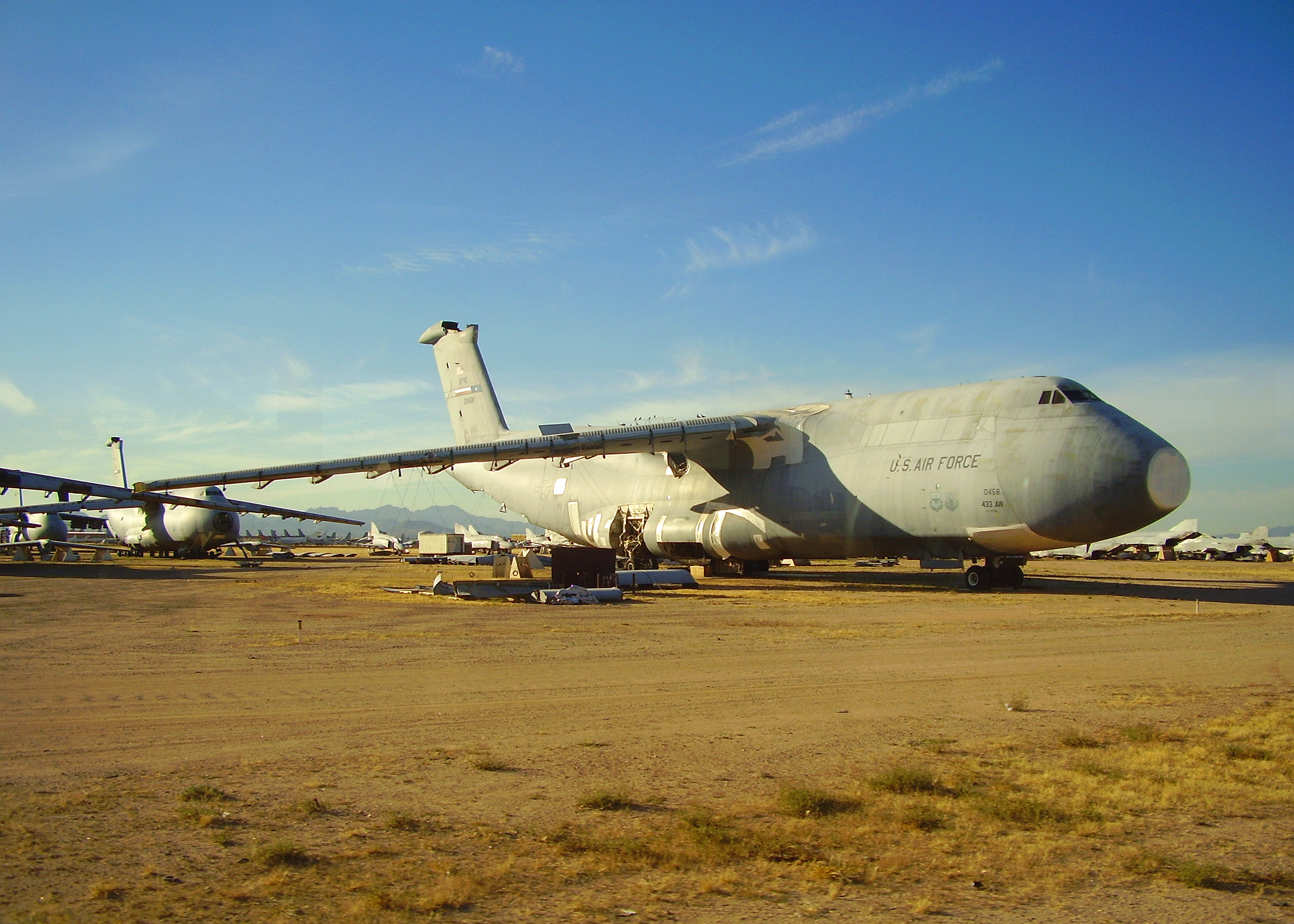
Ausgemusterte C-5A bei AMARG

Insgesamt wurden 131 Maschinen des Typs C-5 gebaut, von denen bislang sechs durch Unglücksfälle verloren gingen. Die im Dienst stehenden Flugzeuge sind im Einsatz beim Air Mobility Command (AMC), der Air National Guard (ANG) und dem Air Force Reserve Command (AFRC). Seit die C-5 1970 in Dienst gestellt wurde, nahm sie praktisch an allen größeren Lufttransportoperationen der US Air Force teil. Trotz aller technischen Probleme hat sich die C-5 Galaxy bei der USAF schnell als unentbehrlich erwiesen, weil mit ihr selbst sperriges Militärgerät oder Truppen schnell und – durch Luftbetankung – bis in jeden Winkel der Erde befördert werden können.
Seit Anfang der 1990er-Jahre wird sie zunehmend von der Boeing C-17 Globemaster III entlastet, die in vielen Fällen effizienter als die C-5 operieren kann. Aus der älteren A-Serie wurden 42 Maschinen von November 2003 bis November 2011 und Februar 2014 bis Dezember 2015 bei der 309th Aerospace Maintenance and Regeneration Group (AMARG) stillgelegt. Bis September 2017 wurden auch die restlichen 33 Exemplare der A-Version ausgemustert. Da ein Nachfolgemodell bisher nicht in der Entwicklung ist, sollten die verbliebenen, bis 2018 zu C-5M Super Galaxy umgebauten Maschinen noch bis 2040 im Dienst bleiben.

## Technik/Design

### Schulterdecker

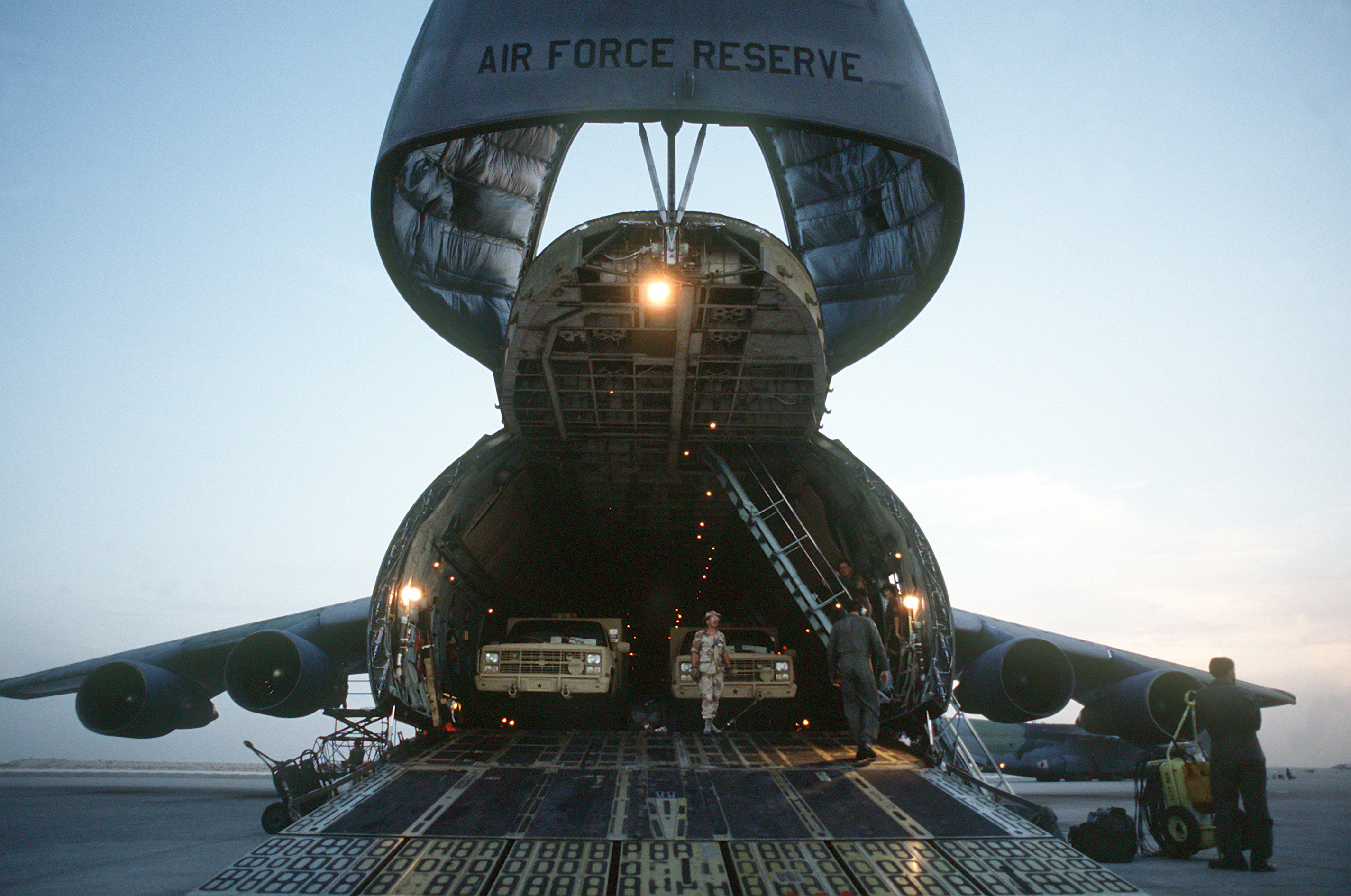
Blick in den Frachtraum der Galaxy

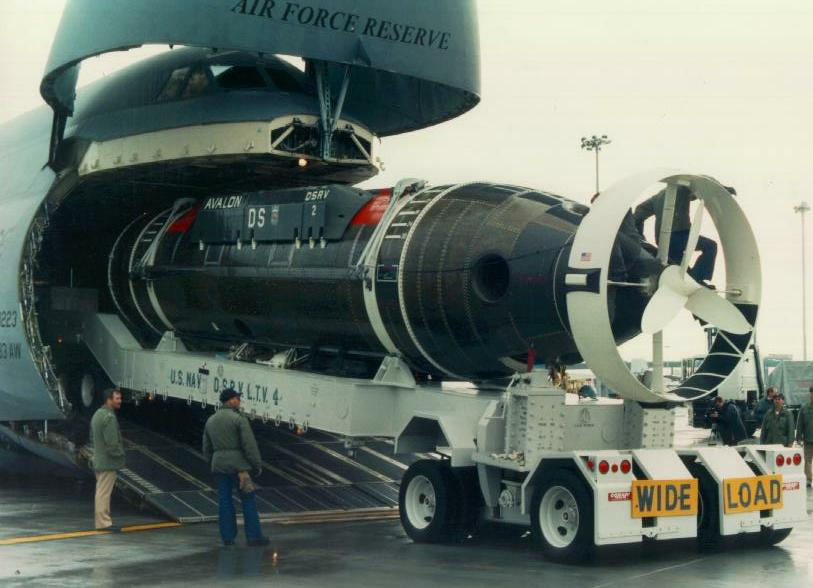
Verladung eines Rettungs-U-Boots der Mystic-Klasse in eine Galaxy

Um die Anforderungen erfüllen zu können, kam von vornherein nur eine Konstruktion als Hoch- bzw. Schulterdecker infrage. Das hat folgende Vorteile:
- Der Frachtraum wird nicht durch den durchgehenden Tragflügelholm beeinträchtigt, da dieser oberhalb der Kabine verläuft;
- Die Triebwerke können unter den Tragflächen aufgehängt werden und haben trotzdem noch ausreichenden Abstand zum Boden. Dadurch wird verhindert, dass beim Einsatz von halbbefestigten Pisten zu viel aufgewirbelter Staub angesaugt wird.

Diese Bodenfreiheit ist auch wichtig für eine weitere Eigenschaft der Galaxy: Um das Be- und Entladen zu erleichtern, kann das gesamte Flugzeug über die Fahrwerk-Hydraulik abgesenkt werden.
Um den Bodendruck auf unbefestigtem Untergrund gering zu halten, verteilt sich das Gewicht auf 28 Räder, davon vier am Bug. Das Hauptfahrwerk besteht aus vier Stützen mit je sechs Rädern in einer 2+4-Anordnung.

### T-Leitwerk
Die C-5 besitzt ein freitragendes T-Leitwerk in Ganzmetall, wobei alle Ruder zweiteilig ausgeführt sind.

### Zwei Decks
Die beiden Öffnungen an Bug (die Nase wird nach oben geklappt) und Heck sind mit Rampen und Winden ausgerüstet, was kurze Umschlagzeiten ermöglicht. Der Laderaum ist 37 m lang, 5,8 m breit und 4,1 m hoch. So kann die C-5 zum Beispiel mehrere Kampfpanzer, Hubschrauber, Raketen oder komplette Lastkraftwagen in ihrem Laderaum unterbringen. Zum Personentransport können bis zu 270 Sitze auf Paletten im Hauptdeck montiert werden, das für diesen Zweck druckbelüftet und klimatisiert ist.
Darüber befindet sich das Oberdeck mit Pilotenkanzel, Räumen für eine zweite Besatzung und Kuriere sowie hinter dem Mittelflügel ein komplett eingerichtetes Abteil für 75 Passagiere. Somit kann die C-5 Galaxy als Truppentransporter neben der Besatzung 345 Passagiere aufnehmen.

## Varianten

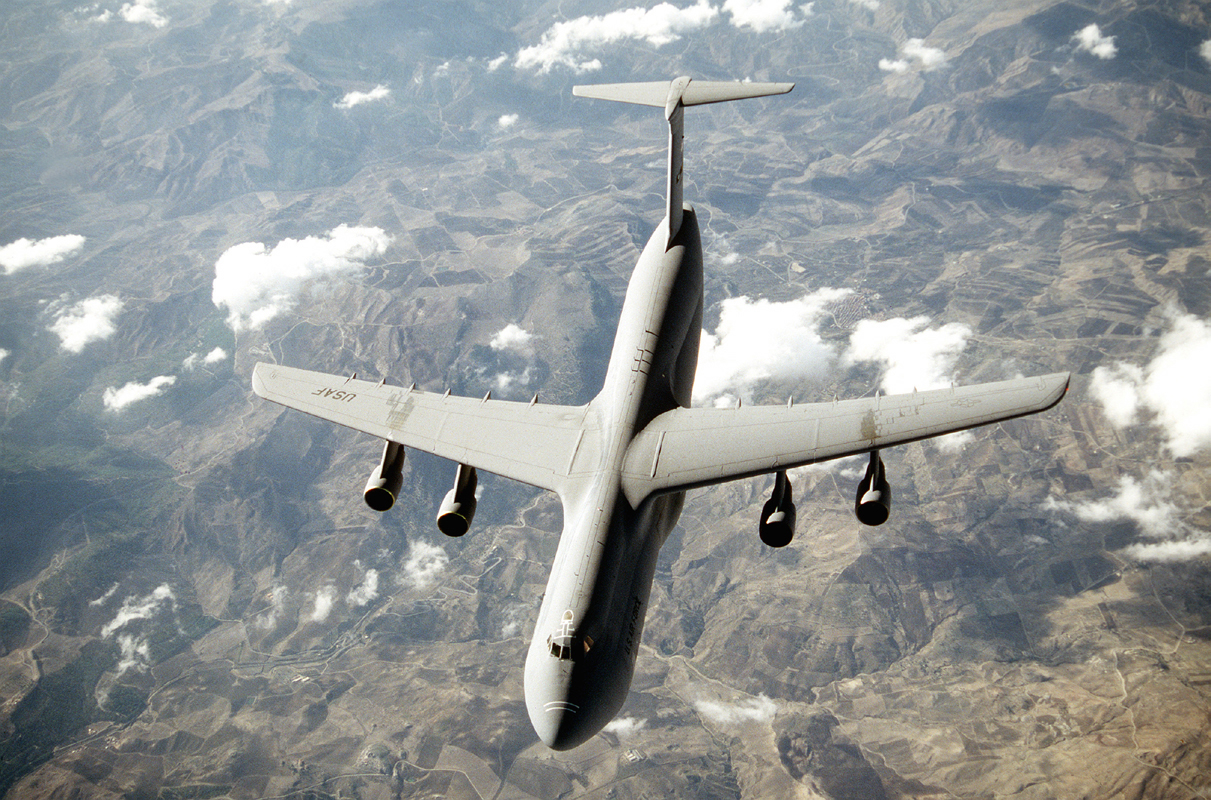
Galaxy im Flug

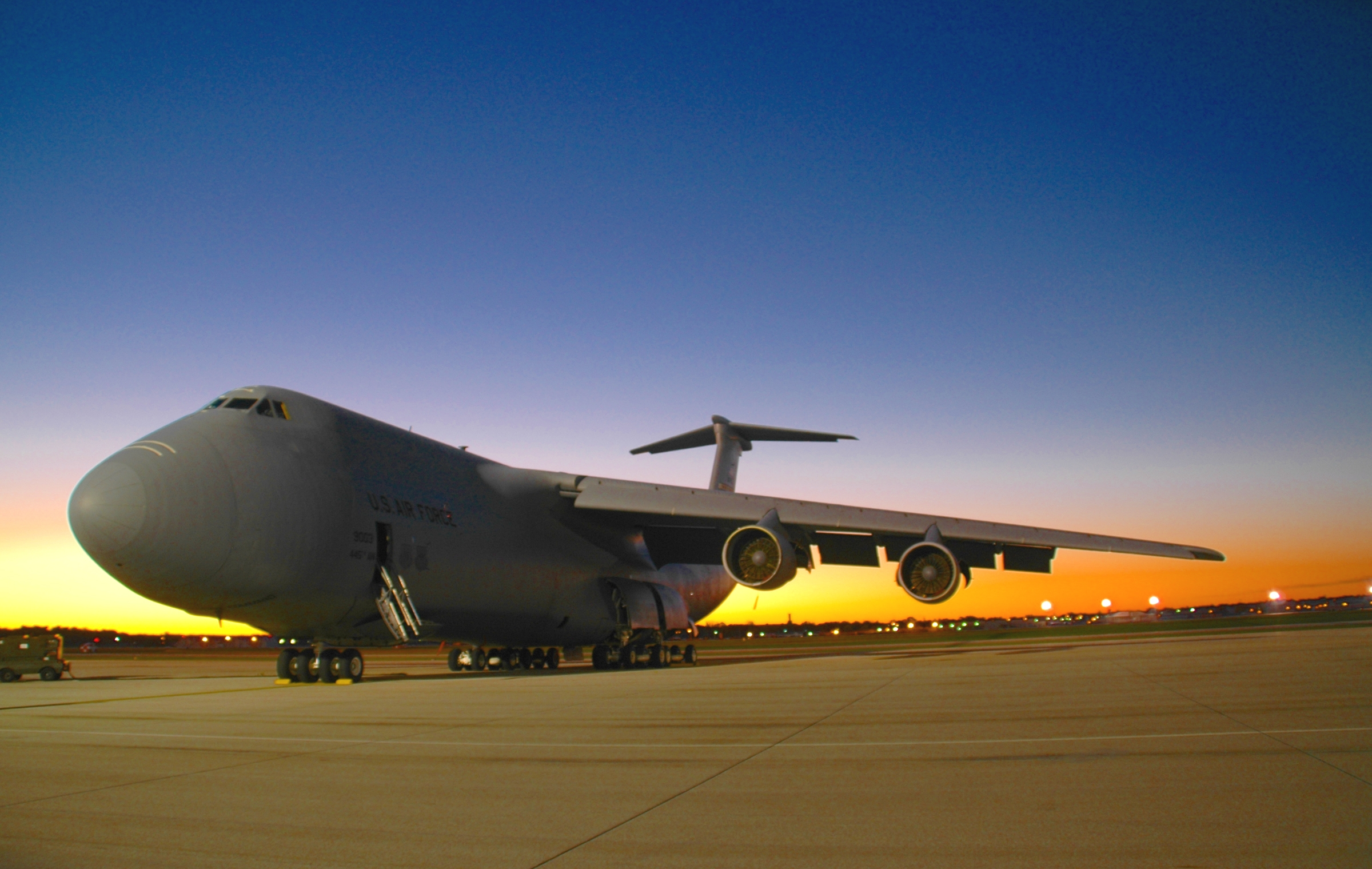
Frontansicht der Galaxy

- L-500: Lockheeds interne Modellnummer und Bezeichnung für nicht realisierte zivile Versionen der Galaxy.
- C-5A: Erste Produktionsserie; 81 Maschinen wurden bis 1973 gebaut.
  - 66-8303 bis 66-8307 c/n 500-0001 bis 500-0005 (5 Stück)
  - 67-0167 bis 67-0174 c/n 500-0006 bis 500-0013 (8 Stück)
  - 68-0211 bis 68-0228 c/n 500-0014 bis 500-0031 (18 Stück)
  - 69-0001 bis 69-0027 c/n 500-0032 bis 500-0058 (27 Stück)
  - 70-0445 bis 70-0467 c/n 500-0059 bis 500-0081 (23 Stück)
  - 70-0468 Auftrag zurückgezogen
  - 71-0180 bis 71-0212 Auftrag zurückgezogen
  - 72-0099 bis 71-0112 Auftrag zurückgezogen
- C-5B: Zweite Produktionsserie mit 50 Maschinen, ausgeliefert von 1986 bis 1989. Die bei der C-5A nachträglich erforderlichen Strukturverstärkungen wurden hier von vornherein berücksichtigt. Außerdem verbesserte Avionik und Anpassung an den Stand der Technik.
  - 83-1285 c/n 500-0082 (1 Stück)
  - 84-0059 bis 85-0062 c/n 500-0083 bis 500-0086 (4 Stück)
  - 85-0001 bis 85-0010 c/n 500-0087 bis 500-0096 (10 Stück)
  - 86-0011 bis 86-0026 c/n 500-0097 bis 500-0112 (16 Stück)
  - 87-0027 bis 86-0045 c/n 500-0113 bis 500-0131 (19 Stück)
- C-5C: Für den Transport von Weltraumfracht, wie Satelliten und Teilen der Internationalen Raumstation (ISS), wurden zwei C-5A umgebaut. Das Truppenabteil im Oberdeck wurde entfernt und die Heckladeklappe verändert, so dass spezielle Container für Weltraumteile in den Laderaum passen, die zu groß für die C-5A/B sind.
  - 68-0213 c/n 500-0016 (1 Stück)
  - 68-0216 c/n 500-0019 (1 Stück)
- C-5D: Lockheeds Entwurfsvorschlag für den Neubau von Galaxys Anfang der 1990er-Jahre, der aber nicht umgesetzt wurde.

- C-5M: Von 2004 bis 2018 wurden insgesamt 52 C-5 Maschinen für 7,7 Mrd. US-Dollar auf den C-5M „Super Galaxy“ Standard umgerüstet. Die Modernisierung beinhaltete neue Triebwerke vom Typ F138-GE-100, eine neue Avionik und ein stark überarbeitetes Glascockpit.[4]

## Zwischenfälle

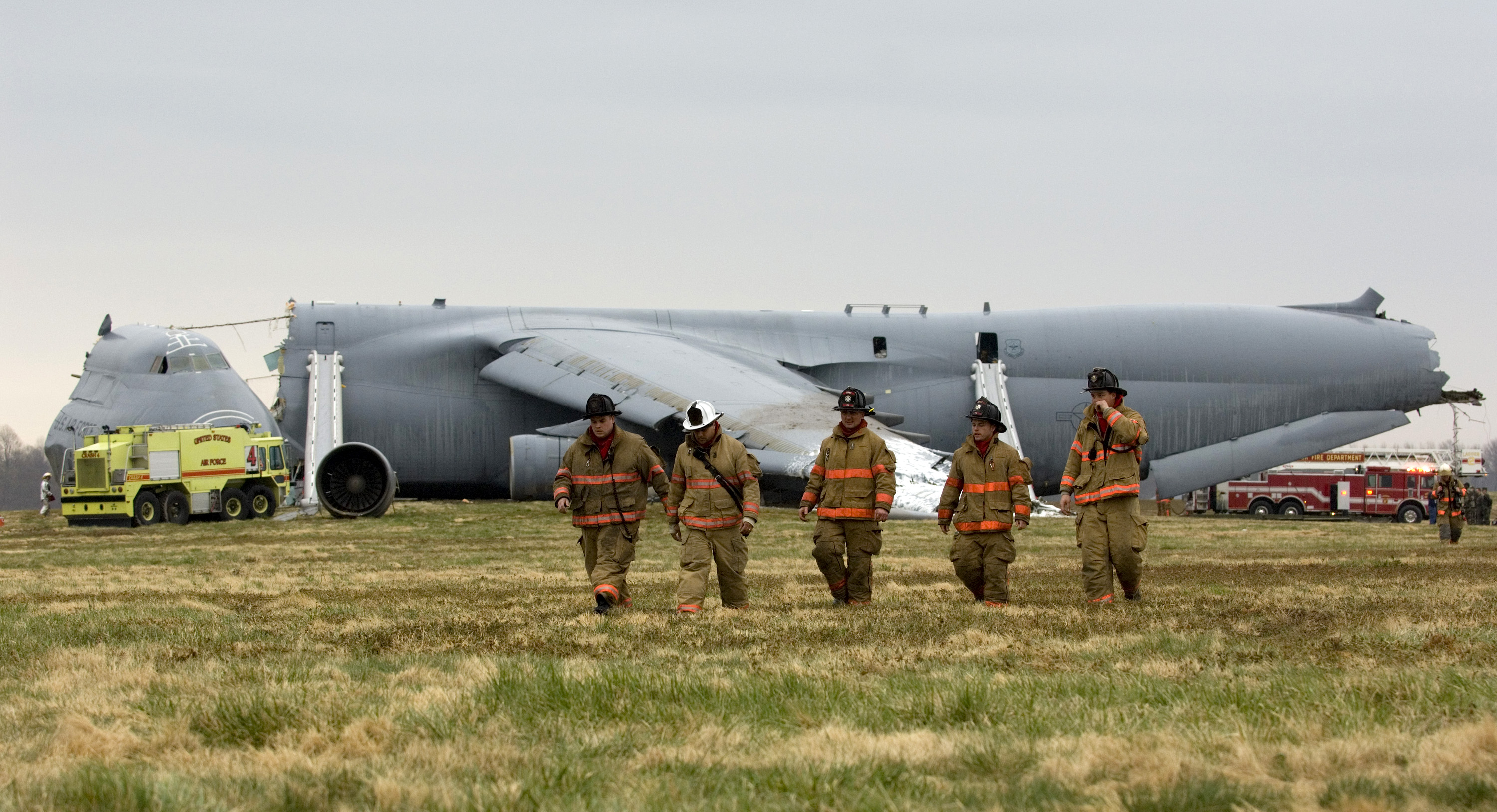
Die bei der Dover AFB (Delaware) am 3. April 2006 abgestürzte C-5B

Die folgenden Exemplare der Galaxy sind durch Abstürze oder andere Unfälle verloren gegangen:
| Datum              | Kennzeichen | Typ  | Beschreibung |
| ------------------ | ----------- | ---- | --- |
| 25. Mai 1970       | 67-0172     | C-5A | Zerstört durch Feuer am Boden in Palmdale, Kalifornien |
| 17. Oktober 1970   | 66-8303     | C-5A | (Erste gebaute C-5) Zerstört durch Feuer am Boden auf der Dobbins AFB, Georgia |
| 27. September 1974 | 68-0227     | C-5A | Zerstört durch Feuer am Boden in Clinton, Oklahoma |
| 4. April 1975      | 68-0218     | C-5A | Absturz bei Notlandung in Saigon, Vietnam, als nach dem Start ein Druckabfall auftrat. Von 328 Personen an Bord, überwiegend vietnamesische Kinder, starben 155 (siehe auch Operation Babylift). |
| 29. August 1990    | 68-0228     | C-5A | Absturz unmittelbar nach dem Start von der Ramstein Air Base, Deutschland. Von den 17 Mann Besatzung starben 13 (siehe auch Absturz einer Lockheed C-5 Galaxy der US Air Force bei Ramstein).    |
| 3. April 2006      | 84-0059     | C-5B | Absturz durch Bedienungsfehler bei Landung nahe Dover Air Force Base, Dover (Delaware), alle 17 Mann Besatzung überlebten.                                                                       |

## Technische Daten
| Kenngröße                | Galaxy                                                               | Super Galaxy                                                       |
| ------------------------ | -------------------------------------------------------------------- | ------------------------------------------------------------------ |
| Besatzung                | 5 + max. 15 im Kabinenvorderteil                                     | 5 + max. 15 im Kabinenvorderteil                                   |
| Länge                    | 75,53 m                                                              | 75,53 m                                                            |
| Spannweite               | 67,88 m                                                              | 67,88 m                                                            |
| Flügelfläche             | 575,98 m²                                                            | 575,98 m²                                                          |
| Flügelstreckung          | 7,99                                                                 | 7,99                                                               |
| Tragflächenbelastung     | 295 bis 659 kg/m²                                                    | 299 bis 661 kg/m²                                                  |
| Höhe                     | 19,34 m                                                              | 19,34 m                                                            |
| Frachtraumabmessung      | Länge: 43,80 m, Breite: 5,79 m, Höhe: 4,11 m                         | Länge: 43,80 m, Breite: 5,79 m, Höhe: 4,11 m                       |
| Leermasse                | 169.643 kg                                                           | 172.370 kg                                                         |
| Max. Startmasse          | 379.657 kg                                                           | 381.018 kg                                                         |
| Max. Zuladung            | 118.387 kg oder bis zu 345 Soldaten                                  | 129.274 kg oder bis zu 345 Soldaten                                |
| Treibstoffkapazität      | 193.620 l                                                            | 193.620 l                                                          |
| Höchstgeschwindigkeit    | 919 km/h (auf 7.620 m Flughöhe)                                      | 932 km/h (auf optimaler Flughöhe)                                  |
| Marschgeschwindigkeit    | 880 km/h (auf 7.620 m Flughöhe)                                      | k. A.                                                              |
| Dienstgipfelhöhe         | 10.900 m                                                             | k. A.                                                              |
| Max. Steigrate           | 8,75 m/s                                                             | 9,14 m/s                                                           |
| Reichweite               | - 4.440 km (bei maximaler Zuladung) (4.390 km bei der C-5A-Variante) | - 5.481 km (bei maximaler Zuladung) - 9.565 km (bei 60 t Zuladung) |
| Überführungsreichweite   | 10.411 km                                                            | 12.936 km                                                          |
| Startstrecke             | 2.600 m                                                              | k. A.                                                              |
| Landestrecke             | 1.100 m                                                              | k. A.                                                              |
| Landegeschwindigkeit     | 225 km/h                                                             | k. A.                                                              |
| Triebwerk                | 4× Mantelstromtriebwerk TF39-GE-1C mit je 191,34 kN Schub            | 4× Mantelstromtriebwerk F138-GE-100 mit je 222,41 kN Schub         |
| Schub-Gewicht-Verhältnis | 0,21 bis 0,46                                                        | 0,24 bis 0,53                                                      |